# Gus March-Phillipps
Gustavus Henry March-Phillipps, DSO, MBE (1908  – 12 de setembro de 1942; às vezes escrito "March-Phillips") foi o fundador do Comando nº 62 do Exército Britânico, também conhecido como Small Scale Raiding Force (SSRF), um dos precursores do Serviço Aéreo Especial (SAS). Ele também foi notável por seu uma das principais inspirações de Ian Fleming para o personagem James Bond.

## Carreira militar
March-Phillipps era um veterano de operações especiais que se mostrou notavelmente bem-sucedido em suas missões.
No The Daily Telegraph, Max Hastings observou: "Em janeiro de 1942, ele lançou a Operação Postmaster, uma 'expedição de corte' picaresca, que apreendeu dois navios mercantes italianos do porto colonial neutro de Santa Isabel, na África Ocidental, e os rebocou triunfantemente para Lagos." Após o ataque, March-Phillipps foi condecorado com a Ordem de Serviços Distintos.
Ele foi morto em combate durante a Operação Aquatint, que ocorreu na costa francesa ocupada pelos alemães em setembro de 1942. Com a intenção de assediar o inimigo e aumentar o moral dos Aliados, March-Phillipps liderou uma equipe de ataque de 11 homens em uma praia em canoas Goatley. O desembarque foi em uma área incorreta da praia, e eles ficaram sob fogo pesado de uma patrulha alemã. Quatro dos invasores ficaram feridos e feitos prisioneiros, quatro homens fugiram, mas acabaram sendo capturados; o resto da equipe foi morto, incluindo March-Phillipps, que foi baleado ao tentar nadar até a praia depois que sua canoa foi danificada.
No site Commando Veterans, a seguinte nota acompanha o texto em sua lápide:
"Em memória do Major 39184 Gustavus Henry March-Phillipps DSO MBE Royal Artillery and Commando, Small Scale Raiding Force que morreu aos 34 anos em 12 de setembro de 1942. Lembrado com honra no ST. LAURENT-SUR-MER CHURCHYARD"

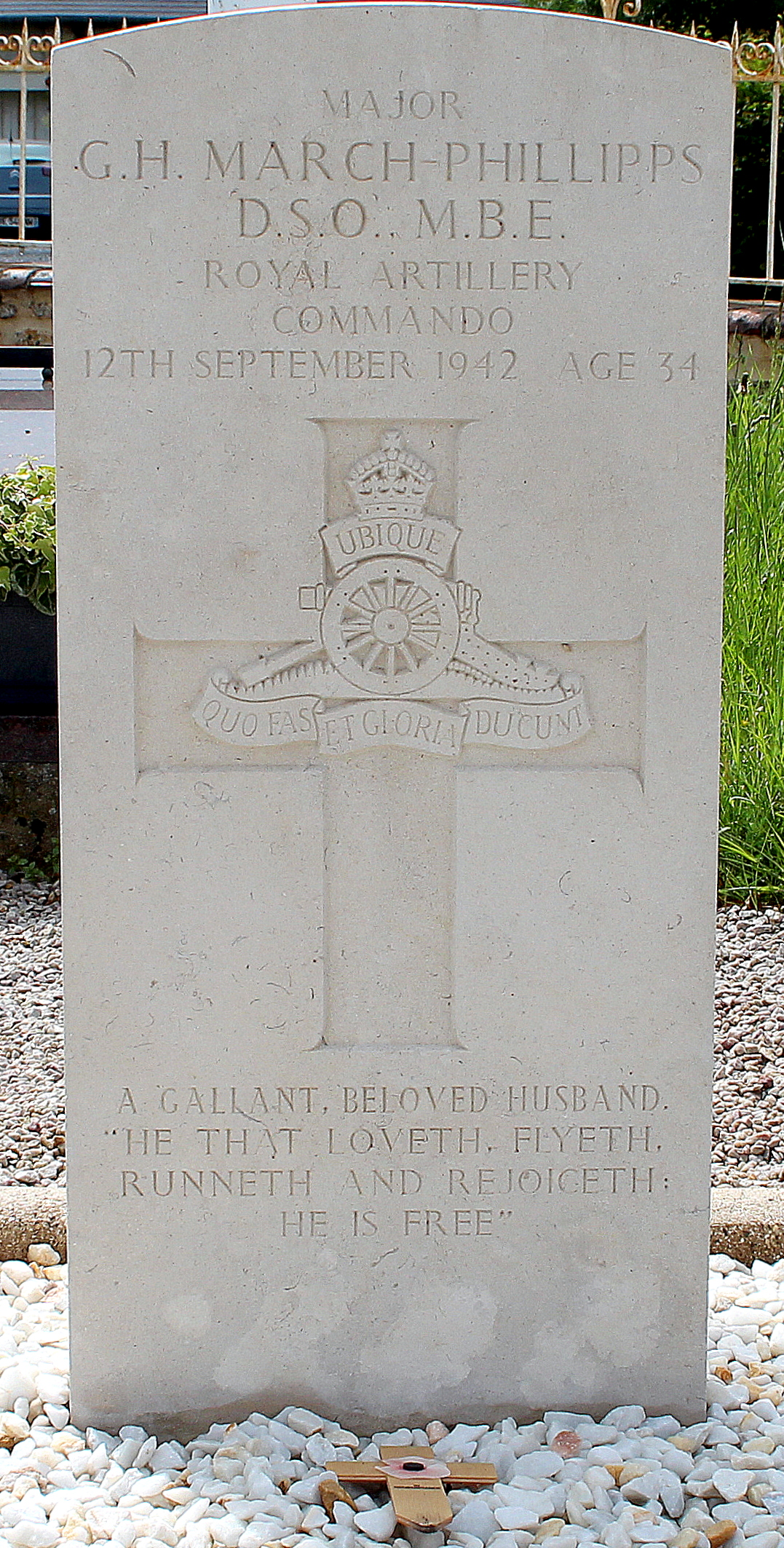
Túmulo de Gus March-Phillipps, Saint-Laurent-sur-Mer, Normandia, França

## Vida pessoal
March-Phillipps casou-se com a colega agente da SOE Marjorie Stewart (uma atriz antes e depois da guerra, mais tarde Lady Marling) em 18 de abril de 1942.
Ele era sobrinho de Gustavus Coulson.

## Na cultura popular
March-Phillipps é retratado por Henry Cavill no filme de 2024 The Ministry of Ungentlemanly Warfare, que retrata uma versão fortemente ficcionalizada dos eventos da Operação Postmaster.